# Mesick House
Mesick House est une maison historique construite en 1875 dans le style architectural victorien et du Second Empire à Sacramento en Californie aux États-Unis.
Située au 517 8th Street, la maison tient son nom de sa propriétaire d'origine, Marie Mesick.
Elle est l'une des deux habitations de style victorien, avec un toit en mansarde, qui subsistent à Sacramento, l'autre maison étant Stanford Mansion.